# アスペクト比
アスペクト比（アスペクトひ、 英語: aspect ratio）は、矩形における長辺と短辺の比率。
タイヤのような3次元形状の中の2次元平面（トーラス面）、あるいはロッドの長さや直径のようなものにも適用される。使用される代表的な物は、映像（静止画・動画）、紙、航空機や鳥の翼の形状、微細加工における穴径と深さなどである。例えば矩形のときは"長辺の割合:短辺の割合"で表される。

## 応用例
画面アスペクト比
画面の幅と高さの数値比率。
ピクセルアスペクト比
画素の幅と高さの数値比率。
従来型のテレビ（SDTV）
画面は4:3（1.33:1）。パーソナルコンピュータの画面解像度の比率で、640×480・1024×768がこの条件を満たす例である。
ハイビジョン（HDTV）
画面は16:9（1.78:1）。主にフルハイビジョンテレビもしくはフルハイデフィニションテレビの画面解像度での1920×1080が16:9の条件を満たす。
映画
スクリーンは、1.33（あるいは1.37）:1（スタンダード）、1.85:1（ビスタ）、2.35:1（シネマスコープ）など。映画映像のアスペクト比を参照。
額縁放送・レターボックス
媒体の画面アスペクト比とコンテンツの画面アスペクト比が異なるときに起こる。
コンピュータのディスプレイ
現代のコンピュータのワイド液晶の多くは16:10（8:5）。画面解像度の例としては、1440×900（WXGA+）、1680×1050（WSXGA+）、1920×1200（WUXGA）など。フルハイビジョンテレビもしくはフルハイデフィニションテレビの画面解像度の1920×1080を完全に表示するには1920×1200（WUXGA）が必要。
紙の寸法
A版・B版は1.414:1（√2:1、白銀比）。新書版は1.618:1（黄金比）。
写真のアスペクト比
16:9。ハイビジョンテレビの画面に同じ。パノラマ写真の一種。アドバンストフォトシステムの規格（APS-H）。一部のデジタルカメラでも使われる。
3:2。35ミリフィルムのほとんどを占める規格。デジタル一眼レフカメラでも使われる。
4:3。一般的なテレビ画面（NTSC）やコンピュータのディスプレイに同じ。コンパクトデジタルカメラなどで主流。
広告の寸法
タイヤコード
タイヤのサイズ
卓球
ラケットの粒高ラバーの粒の（高さ÷直径）の割合。1.1以上だと反則になる。
アスペクト比 (航空工学)
鳥や航空機の翼の形状を示す。翼#形状関係、翼平面形も参照。
光学レンズの非点収差
光学における収差の分類の一つで、結像部分のボケ方の縦横比。en:Astigmatismに詳しい。
建築のアスペクト比（塔状比）
建物の高さ方向と幅方向の長さの比率。高層建築に三角形だったり半円だった場合、矩形に換算して計算するのが普通。（塔状比=高さ/幅）　塔状建物のように、アスペクト比が大きいと、風荷重を受けた時、1方向からの転倒モーメントが大きくなり、そのような場合は建物の脚部に発生する引抜き力に対しての考慮が必要となる。